# Bernard Tchoullouyan
Bernard Tchoullouyan nebo Bernard Choullouyan, (12. dubna 1953 Marseille, Francie – 7. ledna 2019 Paříž) byl francouzský zápasník – judista arménského původu, bronzový olympijský medailista v judu z roku 1980.

## Sportovní kariéra
S judem začal v Marseille, kde se připravoval po celou sportovní kariéru. Jeho rodina se hlásí k arménské diaspoře žijící v Marseille a jeho okolí desítky let. Ve francouzské seniorské reprezentaci se pohyboval od roku 1974. Na pozici reprezentační jedničky do roku 1977 nedosáhl, především na úkor Jean-Paula Coche. Od roku 1977 se jako reprezentant prosadil v polostřední váze, ve které patřil v Evropě po technické stránce k absolutní špičce. V roce 1980 měl na dosah olympijské finále, o které ho v semifinále nečekaně připravil Kubánec Juan Ferrer. Získal bronzovou olympijskou medaili. Od následujícího roku 1981 zápasil ve střední váze a dosáhl svého životního úspěchu titulu mistra světa. Od roku 1982 postupně přepustil místo reprezentační jedničky Fabienu Canuovi.

## Výsledky
| Turnaj             | 1977             | 1978             | 1979             | 1980             | 1981    | 1982    |
| Turnaj             | 24               | 25               | 26               | 27               | 28      | 29      |
| Turnaj             | polostřední váha | polostřední váha | polostřední váha | polostřední váha | střední | střední |
| ------------------ | ---------------- | ---------------- | ---------------- | ---------------- | ------- | ------- |
| Olympijské hry     |                  |                  |                  | 3.               |         |         |
| Mistrovství světa  |                  |                  | 2.               |                  | 1.      |         |
| Mistrovství Evropy | 3.               | 3.               | ?                | 3.               | 2.      | 3.      |